# Egyptologi
Egyptologi er læren om og studiet af oldtidens Egypten.

## Uddannelse
I Danmark kan man tage bachelor- og kandidatuddannelser i Ægyptologi (Københavns Universitet) på Institut for Tværkulturelle og Regionale Studier på Københavns Universitet. Studiet omfatter egyptisk historie, arkæologi og sprog (dvs. hieroglyffer, demotisk og koptisk). En person med sådan en uddannelse kaldes en ægyptolog. Ægyptologer på Københavns Universitet specialiserer især i forskning i de mange ægyptiske kilder skrevet med hieroglyffer og demotisk skrift, og især i arbejdet med læsning af teksterne i Carlsbergs Papyrus samling. 